# KSIOlajidebt
Olajide Olayinka Williams "JJ" Olatunji (født 19. juni 1993 i Watford, England), bedre kendt som KSI, er en engelsk YouTuber, komiker, rapper og bokser. Han er bedst kendt for sin YouTube-kanal KSI, der i juli 2015 nåede 10 millioner abonnenter. I dag har kanalen 25 millioner abonnenter. Han er også medlem og medstifter af den britiske gruppe kaldet Sidemen.

## Privatliv
Olajide Olatunji er født og opvokset i England, og da han først startede sin kanal på YouTube, boede han i Watford sammen med sine forældre og sin bror, Deji Olatunji. Deji kan betragtes som delvist ansvarlig for starten på ComedyShortsGamer YouTube-kanal, da de delte en søskende-rivalisering og plejede at ses i hinandens videoer. KSI er en af de mest succesfulde personligheder fra platformen YouTube. Han har over 50 millioner følgere spredt over forskellige platforme og får i gennemsnit 5,0 millioner visninger pr. YouTube-video.

## Karriere på YouTube
Olajide oprettede sin YouTube-konto den 24. juli 2009 under navnet KSIOlajidebt, hvor hans første video omhandlede videospillet FIFA. I starten af sin YouTube karriere blev han hjulpet af YouTuberen Miniminter med at filme videoer, og han har efterfølgende lavet mange forskellige videoer. KSI er medlem af Sidemen-gruppen, som består af ham selv, W2S, Vikkstar123, TBJZL, Behzinga, Miniminter og Zerkaa. KSI opnåede i 2019 at have over 20 millioner abonnenter på sin primære kanal.